# Varvažovský mlýn
Varvažovský mlýn ve Varvažově v okrese Písek je vodní mlýn, který stojí na řece Skalice v západní části obce v lokalitě U Mostu.
Mlýn byl roku 1988 zapsán do seznamu kulturních památek České republiky, ale památková ochrana byla zrušena jako "pozdě zapsaná památka". 

## Historie
Mlýn vlastnil kolem roku 1866 Josef Prchlík, který byl také zámeckým písařem a prvním starostou Varvažova.

## Popis
Mlýn má zachovalé trámové stropy s prkenným záklopem v mlýnici, klenuté prostory sklepení v obytném stavení a původní výplně oken a dveří s kováním. Cenná jsou také průčelí mlýnice a obytné části se zachovalými polokruhovými arkádami s cihelnou výplní.
Voda byla vedena na vodní kolo náhonem a odtokovým kanálem se vracela zpět do řeky. K roku 1930 měl mlýn 2 kola na svrchní vodu s průtokem 0,378 m³/s, spádem 3 metry a výkonem 10 HP.

## Zajímavosti
Jindřich Šimon Baar zmiňuje v knize Jan Cimbura varvažovského mlynáře, který byl i starostou, a také příhodu z doby prusko-rakouské války, kdy pruské vojsko obsadilo varvažovský mlýn.